# القطاف (رواية)
القطاف رواية للكاتب السوري حنا مينه، صدرت عام 1986.

## عن الرواية
القطاف هي الجزء الثالث والأخير من ثلاثية السيرة الذاتية للروائي السوري حنا مينه. (الجزء الأول: بقايا صور، الثاني: المستنقع).

### قصة الرواية
يتابع من حيث توقف في “المستنقع”، يبدأ مينه الرواية مع عودة العائلة للاذقية بعد أن خسرت سوريا لواء اسكندورن. لتكون مزارع الزيتون ومواسم قطافه وعمل العائلة في إحدى المزارع ساحة لأحداث الرواية وعنوانًا لها. وفيما تحافظ صورة الأم في هذا الجزء بذات النقاء والهالة التي أحاطها بها مينه في الجزأين السابقين، نجد تغيراً في حديثه عن أبيه، فالأب الذي كان يقول عنه في بقايا صور “ذاك الذي لم يتقن شيئًا لا فضيلة ولا رذيلة” نراه يصفه في القطاف بقوله “والدي لا يعرف ما هو الخوف، كان بحارًا”.

## انتقادات
بعض النقاد انتقدوا التحوّل في موقف حنا من أبيه، يعلّل البعض ذلك باستجابة حنا لاستنكار أخته الكبيرة “قدسية” ومعاتبتها الشديدة لما كتبه عن والدهم في الجزأين السابقين، فيما يرى آخرون أن السنوات التسع الفاصلة بين كتابة “القطاف”، و”المستنقع” كانت السبب بوقوع الكاتب في أخطاء من قبيل التكرار والتناقض. بغض النظر عن السبب فإن هذا التكرار والتناقض أسهم في ما يراه النقاد انحدارًا في مستوى الثلاثية وتدميرًا لمصداقية الروائيّ وشخصية الأب التي أبدع في وصف أبعادها باعتباره نموذجًا للتسلط الأبوي، ليتحول في القطاف إلى بطل شعبيّ.

### اقتباسات من الرواية
“الإنسان لا يكون حرًّا من الخارج فقط. عليه أن يكون حرًّا من الداخل أوّلًا، أن يملك من الاعتداد ما يكفي لتوازن الشخصيّة، ومن الزهو ما ينبغي كي لا ينكسر أمام أية مصيبة”.
“يقال إن طلب الحرّيّة عبء، لكنّ الذلّ، الخضوع، العبودية، عبء أكبر، وصاحب المبدأ ينهض بعبء الحرية بأيسر ممّا ينهض عديم المبدأ بعبء العبوديّة”